# San Gregorio (Gerona)
San Gregorio (en catalán: Sant Gregori) es un municipio español de la provincia de Gerona, en Cataluña. Pertenece a la comarca del Gironés.

## Economía
Agricultura, ganadería, comercio y explotación forestal.

## Historia

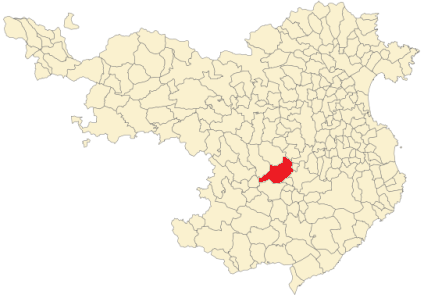
Situación de San Gregorio en la provincia de Gerona.

En la década de 1960 la parte del municipio más cercana a la ciudad de Gerona fue edificada y en 1975 se segregó del municipio para agregarla al de la capital, conformando los actuales barrios de Tayalá y Hermanos Sabat.
Las referencias más antiguas de los primeros pobladores de San Gregorio se remontan a 500.000 y 400.000 años de antigüedad,[cita requerida] al Paleolítico Inferior. Posteriormente, se han encontrado indicios en la cima de Sant Grau de la existencia de un pueblo ibero de los siglos III y II a. C., así como los restos romanos que evidencian los primeros asentamientos a la Plana de San Gregorio. 
A partir del siglo IX aparecen las primeras noticias documentales sobre San Gregorio, y la organización de las poblaciones alrededor de las parroquias, en plena Edad Media y en el siglo XI daría paso al feudalismo y a los dominios señoriales. 
En el siglo XIX empieza a formarse el actual núcleo urbano de San Gregorio, al lado del viejo camino de Gerona hasta Sant Martí de Llémena, y que pasaba por el actual "Carrer de Baix". Con la Guerra Civil, San Gregorio como otras poblaciones, padeció graves daños en su patrimonio y perdió su nombre originario por el de "Tudela de Ter", aunque lo recuperaría al final de la guerra. En el libro de Joan Canadell y Plana, apuntes de una silenciosa decidéncia se hace una aproximación biográfica a este período.
Con la democracia, el municipio asume un importante crecimiento urbano y democrático, que ha favorecido la dotación de servicios públicos y la actividad empresarial de San Gregorio, asumiendo la función de capitalidad en una zona de gran valor natural y paisajístico como es La Vall del Llémena.

## Monumentos y lugares de interés
- Castillo de San Gregorio.
- Castillo de Cartellà.
- Isglesia de San Vicente, en Constantinos.
- Santuario de la Madre de Dios de Calderas, en Constantinos.
- Iglesia de San Félix, en Domeny.
- Fuente del rayo y fuente picante.
- Sant Grau.
- Iglesia de Santa María.
- La Pineda.

El término municipal está compuesto por siete núcleos: Constantinos, Ginestar, Cartellà, San Gregorio, San Medir, Domeny y Tayalá.

## Demografía
San Gregorio cuenta con una población de 4243 habitantes (INE 2024).
| Gráfica de evolución demográfica de San Gregorio entre 1842 y 2021 |
| |
| Población de derecho según los censos de población del INE Población de hecho según los censos de población del INEEn estos censos se denominaba San Gregorio: 1842, 1857, 1860, 1877, 1887, 1897, 1900, 1910, 1920, 1930, 1940, 1950, 1960 y 1970 Entre el censo de 1857 y el anterior, crece el término del municipio porque incorpora a Cartella, Contestins, Domeny, Ginestar, San Medir, San Pons y Tayala |

| 1497 | 1515 | 1553 | 1717 | 1787 | 1857 | 1877 | 1887 | 1900 |
| ---- | ---- | ---- | ---- | ---- | ---- | ---- | ---- | ---- |
| 117  | 139  | 128  | 640  | 1096 | 2283 | 1785 | 1881 | 1861 |

| 1910 | 1920 | 1930 | 1940 | 1950 | 1960 | 1970 | 1981 | 1990 |
| ---- | ---- | ---- | ---- | ---- | ---- | ---- | ---- | ---- |
| 1862 | 1876 | 2142 | 2014 | 2140 | 3840 | 6469 | 1625 | 1857 |

| 1992 | 1994 | 1996 | 1998 | 2000 | 2002 | 2004 | 2006 | — |
| ---- | ---- | ---- | ---- | ---- | ---- | ---- | ---- | - |
| 1895 | 2029 | 2130 | 2214 | 2335 | 2509 | 2705 | 2951 | — |